# Hou Tu
Hou Tu ou Hou T'u (Chinês Simplificado: 后土), (Pinyin: Hòutǔ), atualmente conhecido como Hou Tu Nainai, era a divindade da Terra e do Solo na mitologia chinesa. Também de forme relação no espiritualismo, representando inúmeros imperadores e imperatrizes.
Seu culto se inicia na Dinastia Han com o Imperador Wu de Han no ano 113 a.C.

## Descendentes
Era avô do gigante Kuafu. Fundador da Tribo de mesmo nome, que se aliaria ao líder tribal Chiyou, contra o mítico Imperador Amarelo, antes de unificar as tribos da China.[carece de fontes?]